# フランク・ルブーフ
フランク・ルブーフ（Franck Leboeuf, 1968年1月22日 - ）は、フランス・ブーシュ＝デュ＝ローヌ県・マルセイユ出身で元同国代表の元サッカー選手。ポジションはDF。ルブフ、ルバフと表記されることもある。

## 経歴
1988年にスタッド・ラヴァルでプロとしてのキャリアをスタートし、同年8月13日のOGCニース戦にてプロデビュー。その後活躍が認められ、RCストラスブール、遂にはプレミアシップ、チェルシーFCへと移籍、同じフランス代表のチームメイトでもあったマルセル・デサイーとともに鉄壁守備陣を構築した。チェルシーでは200試合以上出場し、24ゴールをあげている。30代を過ぎると、能力に陰りが見え始め、故郷でもあるオリンピック・マルセイユに移籍、その後は2003-2004シーズンはカタールリーグのアル・サッドでプレー、2005年にキャリアを終えた。
また、フランス代表においてはストラスブール時代の1995年7月22日ノルウェー戦にて代表デビュー。翌年のEURO'96でもメンバー入り、1998年W杯のグループリーグのデンマーク戦ではフル出場、決勝ではレッドカードで出場不可のローラン・ブランの代わりで出場し、優勝のタイトルをつかむ。EURO2000でもブランの控えであったがバックアッパーとしてチームの優勝に貢献。2002年W杯では念願の開幕戦スタメンであったが、セネガルに予想外の負けを喫しチームはグループリーグ敗退となってしまった。
ローラン・ブランとマルセル・デサイーの全盛期と重なったことからフランス代表としての出場は彼らより劣るが、彼らのバックアッパーとしての役割は長年にわたって十分にこなしたといえよう。通算代表キャップは50試合4得点。
現役引退後は、ロサンゼルスに移住。

## 代表歴

### 出場大会
- フランス代表
  - 1998 FIFAワールドカップ (優勝)
  - UEFA EURO 2000 (優勝)
  - 2002 FIFAワールドカップ (グループリーグ敗退)

### 試合数
- 国際Aマッチ 49試合 4得点（1995年-2002年）[1]

| フランス代表 | 国際Aマッチ | 国際Aマッチ |
| 年           | 出場        | 得点        |
| ------------ | ----------- | ----------- |
| 1995         | 5           | 2           |
| 1996         | 4           | 0           |
| 1997         | 1           | 0           |
| 1998         | 9           | 0           |
| 1999         | 5           | 1           |
| 2000         | 10          | 0           |
| 2001         | 9           | 0           |
| 2002         | 6           | 1           |
| 通算         | 49          | 4           |